# 洛西诺奥斯特罗夫斯克区
洛西诺奥斯特罗夫斯克区（俄語：Лосиноостровский район）是莫斯科东北行政区的一区，面积5.54平方公里，人口83,136人。巴布什金站和梅德韦德科沃站在本区内。它与雅罗斯拉夫尔区、巴布什金区和北梅德韦德科沃区接壤。